# Phyllopsora breviuscula
Phyllopsora breviuscula är en lavart som först beskrevs av William Nylander och som fick sitt nu gällande namn av Johannes Müller Argoviensis. 
Phyllopsora breviuscula ingår i släktet Phyllopsora och familjen Ramalinaceae. Inga underarter finns listade i Catalogue of Life.